# Monte Augustine
El Monte st Augustine (en español: Agustín) es un domo de lava rodeado de restos piroclásticos. Forma la isla de Augustine en el sudoeste de Cook Inlet en el distrito de la Península de Kenai de la costa sur de la costa de Alaska , a 280 kilómetros al suroeste de Anchorage . La isla de Augustine tiene un área terrestre de 83.872 kilómetros cuadrados , mientras que la Isla Oeste, justo al lado de las costas occidentales de Augustine, tiene 5.142 km cuadrados.
La isla se compone principalmente de depósitos de erupción del pasado. Los científicos han podido discernir que el colapso del domo pasado ha resultado en grandes avalanchas .

## Erupciones
Una erupción del 27 de marzo de 1986 depositó ceniza sobre Anchorage e interrumpió el tráfico aéreo en el centro sur de Alaska.
El 11 de enero de 1994, Augustine entró en erupción a las 13:44 y 14:13 UTC.

### 2006
A mediados de diciembre de 2005, dióxido de azufre, una nube de vapor, cientos de pequeños terremotos y una nueva capa de ceniza sobre su pico actualmente cubierto de nieve, sugirieron que Augustine se estaba preparando para una nueva erupción volcánica, probablemente en 2006. La erupción consistió en cuatro "fases", que continuaron de diciembre a marzo de 2006.
La etapa inicial de la erupción comenzó cuando la actividad de micro terremotos aumentó constantemente desde mayo hasta diciembre de 2005. Al principio, comenzaron alrededor de 2 cada día a alrededor de 15 cada día. Los micro terremotos son pequeños terremotos que sugieren una posible erupción volcánica. 
El volcán entró en erupción el 11 de enero de 2006, entrando en una segunda "etapa", que continuaría hasta el 28 de enero. Los terremotos tectónicos comenzaron a principios de enero, lo que resultó en una erupción explosiva del Índice de Explosividad Volcánica 3 más tarde en ese día. Se generaron varias columnas de ceniza , cada 9 km sobre el nivel del mar ; estas plumas se vieron constantemente influenciadas al norte y noreste del volcán. Las muestras de tefra eran densas, insinuando que la lava liberada era madura.

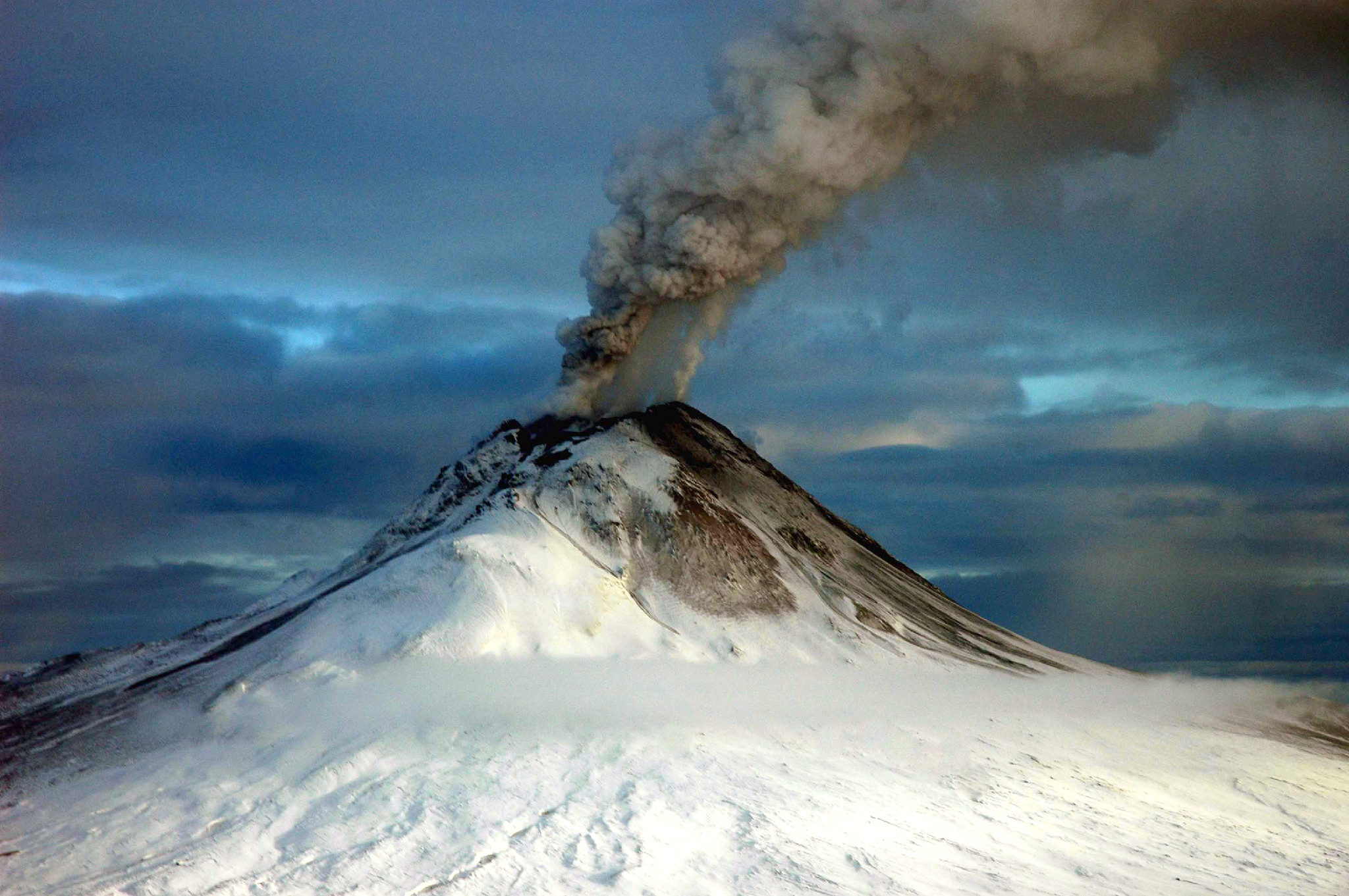
El augustine en erupción (2006)

Seis explosiones fueron registradas por instrumentos sísmicos entre el 13 de enero, el primero de estos consumiendo un sismógrafo y un CPGS ubicado en el flanco noroeste. Las columnas de cenizas ahora llegaron a 14 km y los residentes de la península de Kenai informaron depósitos de cenizas. El 16 de enero, se observó una nueva cúpula de lava en la cumbre; y al día siguiente otra erupción explosiva envió ceniza a 13 km a la atmósfera. Esta explosión creó un cráter de 20-30 metros de ancho en el nuevo domo de lava. 
El 22 de septiembre de 2007, el Observatorio Vulcánocologico de Alaska informó que la actividad sísmica superficial había aumentado durante la semana del 22 de septiembre. Sin embargo, la actividad fue menor a su nivel durante los meses previos a la erupción 2005-2006.